# Joss Christensen
Joss Christensen (Salt Lake City, Utah, 1991. december 20. –) olimpiai bajnok amerikai síakrobata.

## Élete
Hároméves korában kezdett el síelni a Utah állambeli Park City és Deer Valley hegyeiben. 12 évesen áttért a síakrobatikára, két esztendővel később pedig már versenyeken indult lejtő (slopestyle) és félcső (halfpipe) versenyszámokban.
22 évesen Szocsiban, a 2014-es téli olimpián a síakrobatika férfi slopestyle versenyszámában aranyérmet szerzett. A döntő mindkét sorozatában a legmagasabb pontszámot kapta gyakorlatára. A bajnoki címét az első próbálkozásra elért 95,80 pontos eredményével nyerte meg honfitársai, Gus Kenworthy és Nick Goepper előtt.